# Bogiše
Bogiše (cyr. Богише) – wieś w Serbii, w okręgu rasińskim, w gminie Brus. W 2011 roku liczyła 295 mieszkańców.